# Brooke Rollins
Brooke Leslie Rollins (Glen Rose, Texas, 1972. április 10. –) amerikai jogász, politikai tanácsadó, politikus, 2025 óta az Egyesült Államok 33. mezőgazdasági minisztere.
Rollins egy farmon nőtt fel, tanulmányait a Texas A&M, majd a Texasi Egyetemen végezte. Politikai pályafutása előtt különböző cégeknél és politikusoknál dolgozott. 2018 februárjában kapott először szerepet egy Donald Trump-kormányban, első elnöksége során, az Amerikai Innovációs Irodában. 2020-ban a belpolitikai tanács vezetője lett, majd Trump első elnöksége végén az America First Policy Institute élére került.
2024-ben Trump bejelentette, hogy Rollinst fogja jelölni a Mezőgazdasági Minisztérium élére. A jelölést a szenátus 72–28 arányban hagyta jóvá, annak ellenére, hogy korábban semmilyen mezőgazdasági tapasztalata nem volt.